# Ouzini
Ouzini är en ort i Komorerna.   Den ligger i distriktet Anjouan, i den centrala delen av landet, 150 km öster om huvudstaden Moroni. Ouzini ligger 680 meter över havet och antalet invånare är 1 886. Den ligger på ön Anjouan.
Terrängen runt Ouzini är kuperad åt nordost, men åt sydväst är den bergig.  Närmaste större samhälle är Adda-Douéni, 3,4 km sydost om Ouzini. 